# Scott Taylor
Scott William Taylor (ur. 27 czerwca 1979) – amerykański polityk, członek Partii Republikańskiej i kongresman ze stanu Wirginia (2017-2019).